# Anthony Gordon
Anthony Gordon (Liverpool, Inglaterra, Reino Unido, 24 de febrero de 2001) es un futbolista británico que juega en la demarcación de delantero para el Newcastle United F. C. de la Premier League de Inglaterra.

## Trayectoria
Tras formarse en las filas inferiores del Everton F. C. desde los once años, finalmente en 2017 ascendió al primer club, haciendo su debut el 24 de septiembre en un encuentro de la Liga Europa de la UEFA contra el Apollon Limassol tras sustituir a Kevin Mirallas en el minuto 88, ganando el Everton por 0-3.
El 1 de febrero de 2021 fue cedido al Preston North End F. C. hasta final de temporada. Tras la misma regresó al Everton F. C. y en su primer partido del año 2022 marcó sus dos primeros goles para el club, aunque estos no sirvieron para evitar la derrota ante el Brighton & Albion F. C. En total fueron siete los que logró en los 78 partidos que jugó con el primer equipo antes de ser traspasado al Newcastle United F. C. a finales de enero de 2023.

## Selección nacional
El 23 de marzo de 2024 hizo su debut con la selección de Inglaterra en un partido amistoso ante Brasil que perdieron por cero a uno.

### Participaciones en Eurocopas
| Copa          | Sede     | Resultado  | Partidos | Goles |
| ------------- | -------- | ---------- | -------- | ----- |
| Eurocopa 2024 | Alemania | Subcampeón | 1        | 0     |

## Estadísticas

### Clubes
Actualizado al último partido disputado el 25 de mayo de 2025.
| Club                               | Div.          | Temporada     | Liga  | Liga  | Copas nacionales | Copas nacionales | Copas internacionales | Copas internacionales | Total | Total |
| Club                               | Div.          | Temporada     | Part. | Goles | Part.            | Goles            | Part.                 | Goles                 | Part. | Goles |
| ---------------------------------- | ------------- | ------------- | ----- | ----- | ---------------- | ---------------- | --------------------- | --------------------- | ----- | ----- |
| Everton F. C. Inglaterra           | 1.ª           | 2017-18       | 0     | 0     | 0                | 0                | 1                     | 0                     | 1     | 0     |
| Everton F. C. Inglaterra           | 1.ª           | 2018-19       | 0     | 0     | 0                | 0                | ―                     | ―                     | 0     | 0     |
| Everton F. C. Inglaterra           | 1.ª           | 2019-20       | 11    | 0     | 1                | 0                | ―                     | ―                     | 12    | 0     |
| Everton F. C. Inglaterra           | 1.ª           | 2020-21       | 3     | 0     | 4                | 0                | ―                     | ―                     | 7     | 0     |
| Preston North End F. C. Inglaterra | 2.ª           | 2020-21       | 11    | 0     | 0                | 0                | ―                     | ―                     | 11    | 0     |
| Preston North End F. C. Inglaterra | Total club    | Total club    | 11    | 0     | 0                | 0                | 0                     | 0                     | 11    | 0     |
| Everton F. C. Inglaterra           | 1.ª           | 2021-22       | 35    | 4     | 5                | 0                | ―                     | ―                     | 40    | 4     |
| Everton F. C. Inglaterra           | 1.ª           | 2022-23       | 16    | 3     | 2                | 0                | ―                     | ―                     | 18    | 3     |
| Everton F. C. Inglaterra           | Total club    | Total club    | 65    | 7     | 12               | 0                | 1                     | 0                     | 78    | 7     |
| Newcastle United F. C. Inglaterra  | 1.ª           | 2022-23       | 16    | 1     | 0                | 0                | ―                     | ―                     | 16    | 1     |
| Newcastle United F. C. Inglaterra  | 1.ª           | 2023-24       | 35    | 11    | 7                | 1                | 6                     | 0                     | 48    | 12    |
| Newcastle United F. C. Inglaterra  | 1.ª           | 2024-25       | 34    | 6     | 8                | 3                | ―                     | ―                     | 42    | 9     |
| Newcastle United F. C. Inglaterra  | Total club    | Total club    | 85    | 18    | 15               | 4                | 6                     | 0                     | 106   | 22    |
| Total carrera                      | Total carrera | Total carrera | 161   | 25    | 27               | 4                | 7                     | 0                     | 195   | 29    |

## Palmarés

### Títulos nacionales
| Título          | Club                   | País       | Año  |
| --------------- | ---------------------- | ---------- | ---- |
| Copa de la Liga | Newcastle United F. C. | Inglaterra | 2025 |

### Títulos internacionales
| Título          | Equipo     | País              | Año  |
| --------------- | ---------- | ----------------- | ---- |
| Eurocopa sub-21 | Inglaterra | Georgia · Rumania | 2023 |